# William Orchard (architetto)
William Orchard (circa 1440 – 1504) è stato un architetto inglese.

## Biografia
William Orchard fu un maestro muratore che visse a Barton, presso Headington.
Orchard possedeva una cava a Headington e forniva pietre ai college di Oxford, e viveva a Barton, in una casa di proprietà del Magdalen College.
Fu attivo come capo architetto a Oxford tra il 1460 e il 1500, per incarico del vescovo William Patten di Waynflete, il fondatore del Magdalene College, il più vasto e tra i più interessanti di Oxford.
Dal 1468, Orchard assunse il ruolo di responsabile della costruzione del Magdalen College, e gli si attribuisce anche il tetto e la volta della Divinity School, perché sono presenti le firme con le sue iniziali "WO".
Il primo corpo di fabbrica è costituito dalla cappella, in stile cosiddetto "perpendicolare", secondo la tradizione delle cappelle collegiali ad unica navata, su modello della King's college Chapel di Cambridge.
La cappella si affaccia sul cortile principale, arricchito da un porticato ornato con pilastri ornati da statue di animali, cortile sul quale si affaccia la grande torre detta "del Fondatore" (1492-1507), realizzata con un parallelepipedo dalle proporzioni non molto slanciate, ma alleggerite da modanature angolari terminanti a pinnacolo e da due grandi finestroni accoppiati per lato.
Agli inizi del 1470 William Orchard sposò la sua prima moglie, Agnes, ed ebbero un figlio, John Orchard il Giovane, e anche una figlia Anne. John diventò un corista al Magdalen College e studiò lì nel 1485-1487, laureandosi.
Successivamente Orchard si sposò di nuovo, con Katherine, ma non ebbe figli da lei; lasciò in eredità alla seconda moglie "un boschetto che giaceva all'estremità di Heddyngton townys".
William Orchard morì poco dopo aver dettato le sue volontà, intorno al 1504.
Su sua richiesta, Orchard fu sepolto nella chiesa del priorato agostiniano di Saint Frideswide (ora Christ Church Cathedral), dove probabilmente diresse la costruzione della volta del coro e dei chiostri.

## Opere
- Tetto e volta della Divinity School, Oxford;
- Presbiterio della Cattedrale di Cristo, Oxford;
- Torre e chiostro del Magdalen College;
- Chiesa di Waterstock.

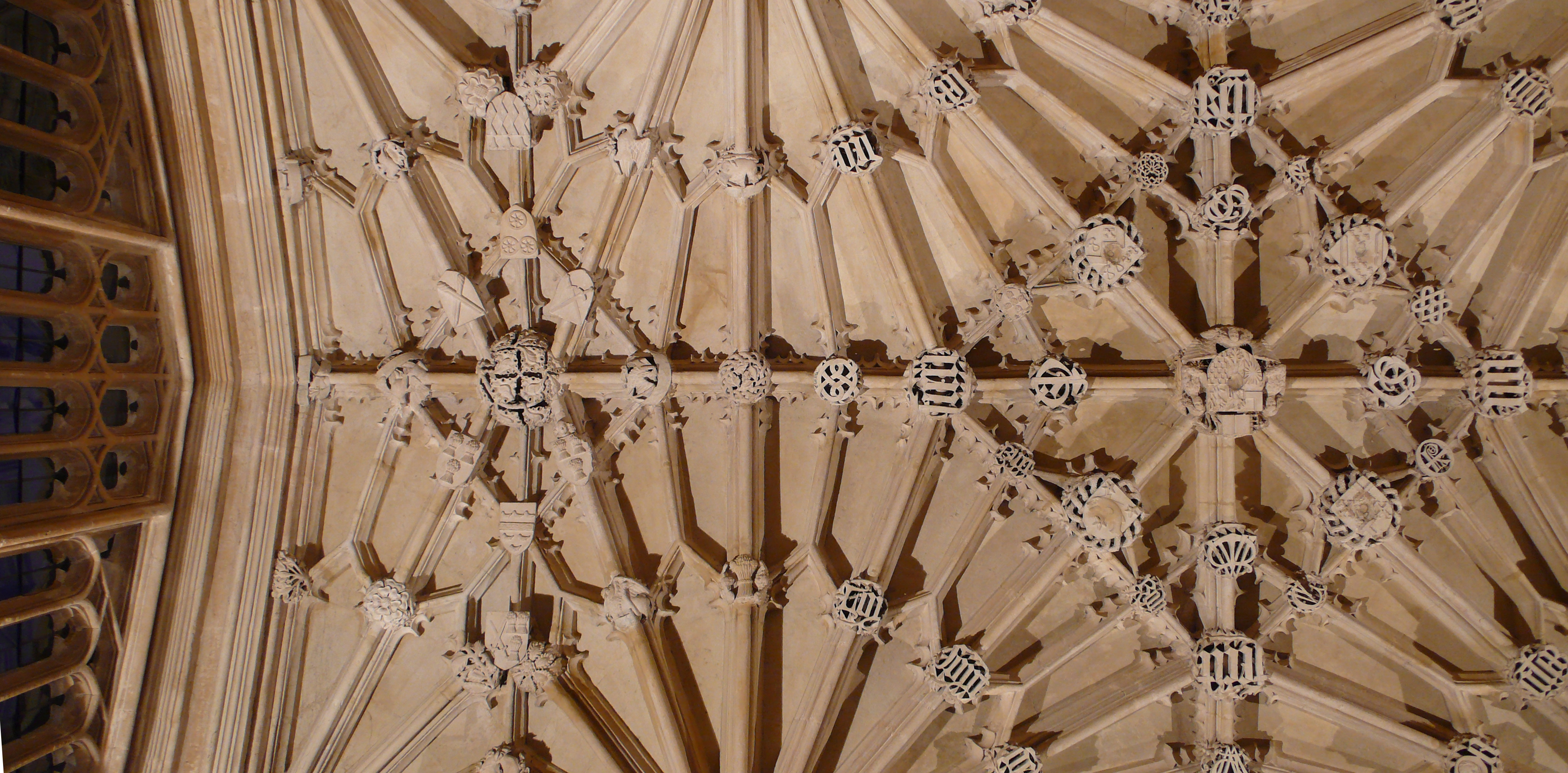
Volta della Oxford Divinity School
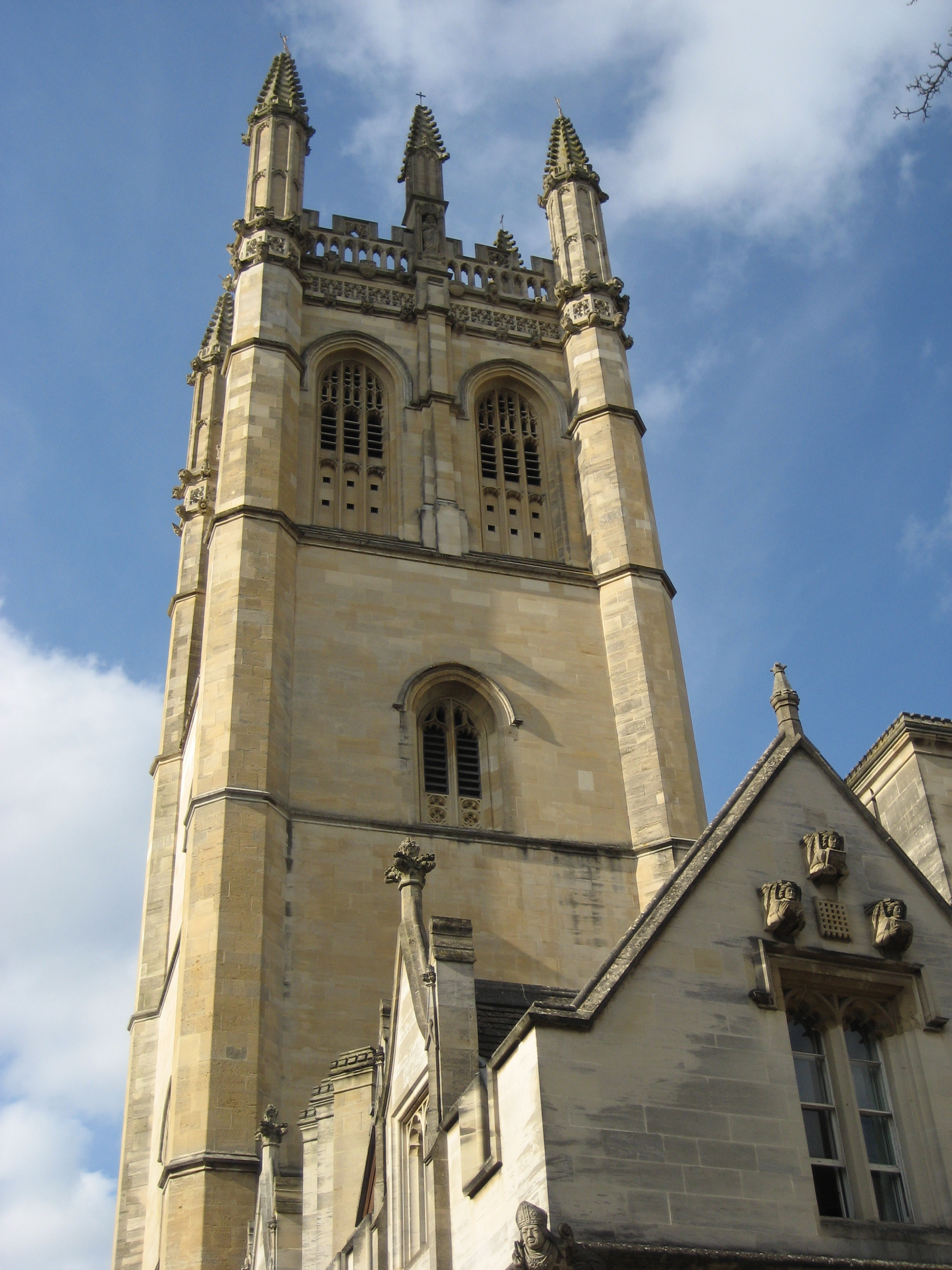
Torre del Magdalen College, Oxford
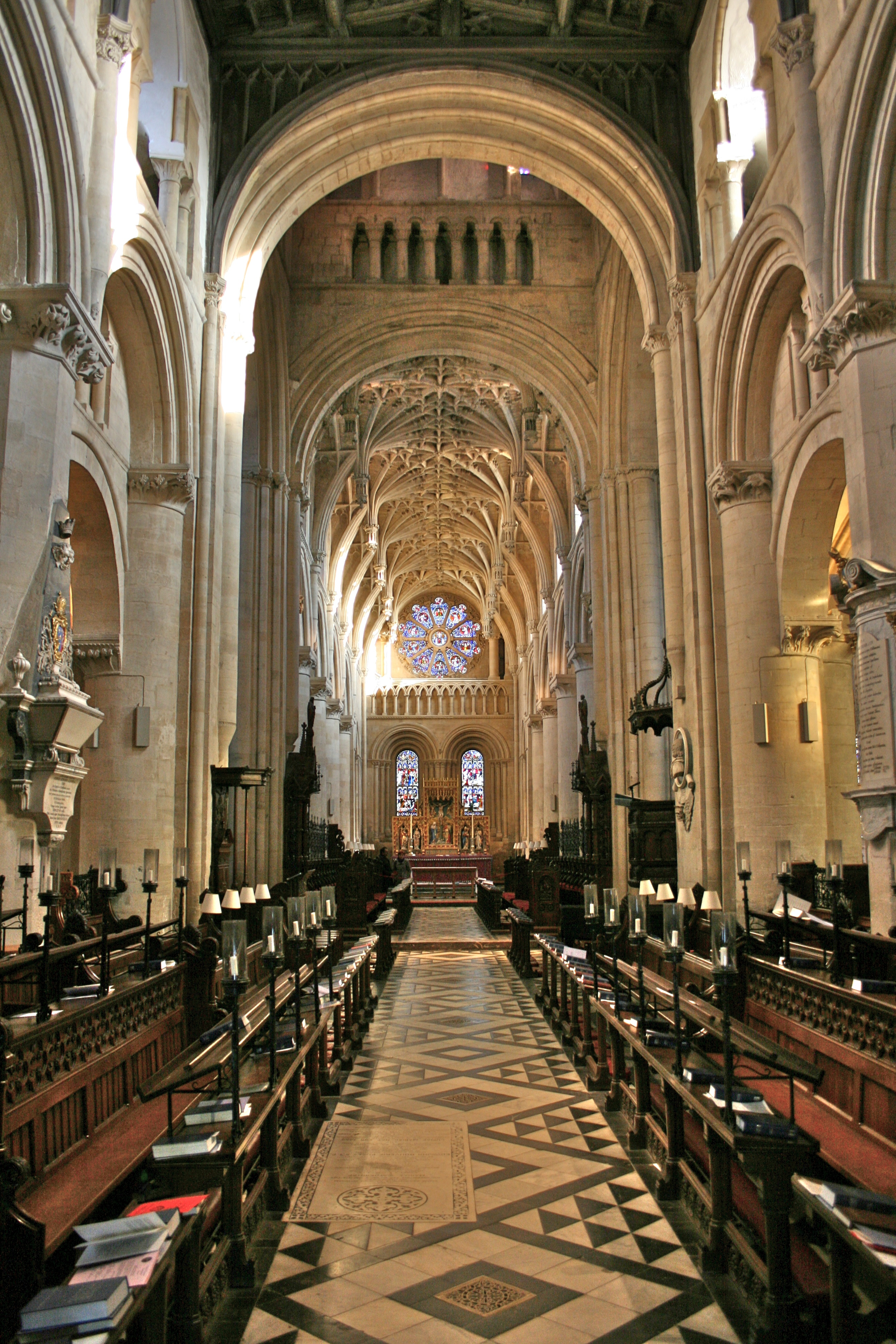
Cattedrale di Oxford
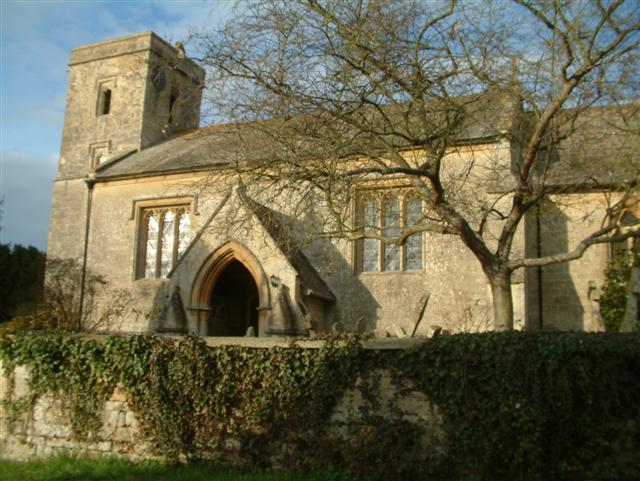
Chiesa di Saint Leonard, Waterstock